# Krankenhaus Britz

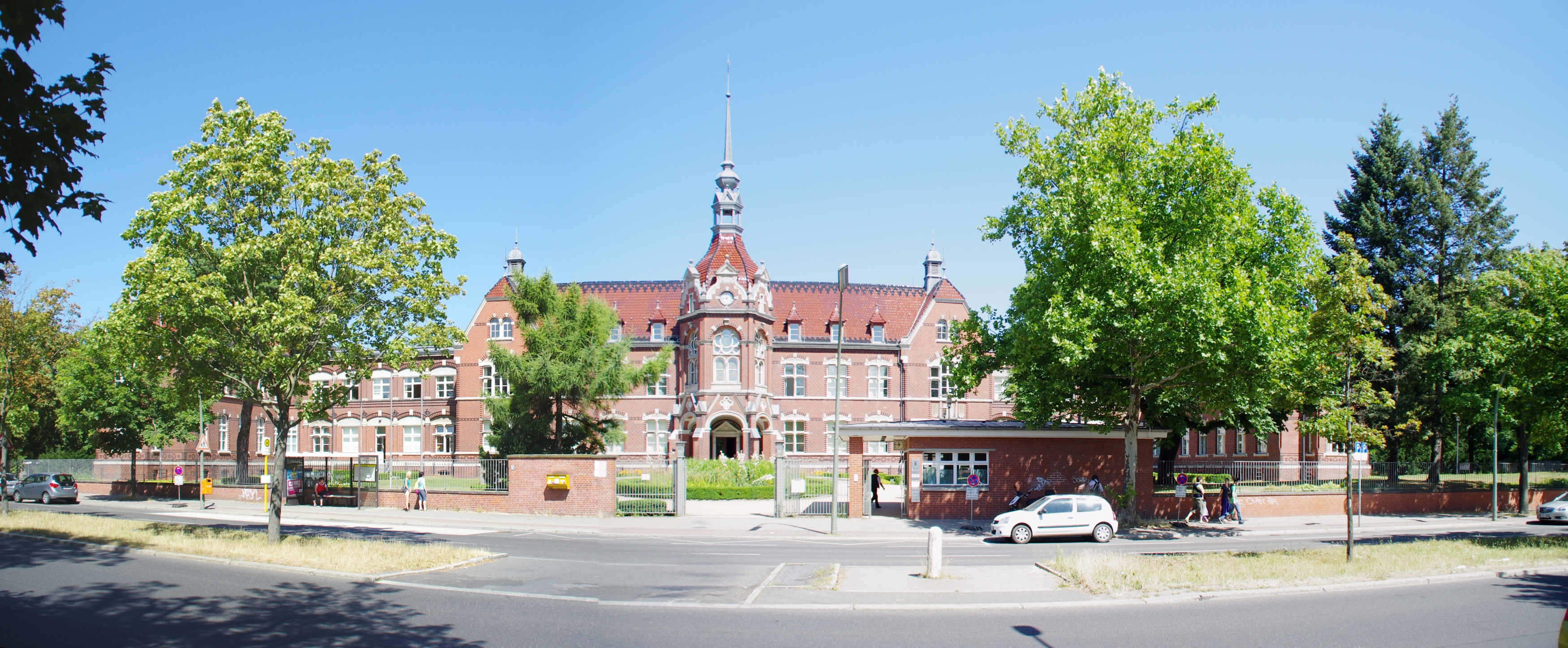
Krankenhaus Britz

Das ehemalige Krankenhaus Britz (vormals: Kreiskrankenhaus Teltow) ist ein Rotklinkerbacksteinbau aus dem 19. Jahrhundert und befindet sich an der Blaschkoallee 32 im Berliner Ortsteil Britz des Bezirks Neukölln.

## Geschichte
Das Gebäude wurde zwischen 1894 und 1896 vom damaligen Landkreis Teltow erbaut, zu dem Britz vor der Eingemeindung nach Groß-Berlin gehörte, als Kreiskrankenhaus Teltow. Städtisches Krankenhaus wurde es ab dem 1. April 1924. Später wurde es mit dem Rixdorfer Krankenhaus (heute: Vivantes Klinikum Neukölln) fusioniert. In den 1990er Jahren zog die gesamte Krankenversorgung in das Klinikum Neukölln ein. Das Krankenhausgebäude dient heute dem Bezirk Neukölln als Bürgeramt 3.

## Beschreibung
Der älteste Bauteil des Krankenhauses, das Hauptgebäude, von Westen nach Osten sich längs der Blaschkoallee erstreckend, ist gegen die Straßenflucht rund 20 Meter zurückgesetzt und gliedert sich in ein Mittelstück mit vorspringendem Erker und zwei Flügelbauten.